# Accountmanager
Een accountmanager is de intermediair tussen de klant en de organisatie die vertegenwoordigd wordt. De accountmanager moet er voor zorgen dat de klant krijgt wat deze wil, en dat deze organisatie ook levert wat er is afgesproken. Van een accountmanager wordt vaak verwacht dat deze resultaatgericht werkt en communicatief sterk is.

## Soorten
Er bestaan vele soorten accountmanagers, maar de meest gangbare zijn farmers en hunters. De farmers zijn goed in het beheren (hoeden) van bestaande klanten, terwijl de hunters meer bedreven zijn in het binnenhalen van nieuwe klanten. Hoewel een accountmanager beide types dient uit te voeren ligt de nadruk vaak op het relatiebeheer en het uitbreiden van de relatie.

## Geschiedenis
Een accountmanager was oorspronkelijk iemand die bij een bank klanten advies verleent over beleggingen. Tegenwoordig is het woord account in de bedrijfswereld zo populair, dat "accountmanager" meer de betekenis van relatie- of klantmanager heeft gekregen. Hoewel de functie breder kan zijn, kan men de functie in enge zin definiëren als verkoper of handelsreiziger.

## Vertegenwoordiger
De laatste tijd vervaagt het verschil tussen accountmanagers en de vertegenwoordigers. In vacatures, sinds ongeveer 2018, wordt steeds vaker gevraagd om accountmanagers, terwijl hier een functie als vertegenwoordiger mee wordt bedoeld. Het grote verschil ontstaat op het werkniveau. Accountmanagers praten met hoofdkantoren, vertegenwoordigers bezoeken de individuele verkooppunten en hebben als hoofdtaak het afsluiten van orders. In tegenstelling tot een vertegenwoordiger houdt een accountmanager het traject rond de verkoop van a tot z bij. Een accountmanager heeft een intensieve relatie met zijn accounts. Dat kunnen er meestal niet meer dan tien zijn.
Key-accountmanagers werken op strategisch niveau met één of enkele (top)klanten waar zij een nauwe relatie mee opbouwen en aan de hand van hun marktkennis een meerwaarde voor het bedrijf proberen te creëren. Een accountmanager doet dit voor een zeer uitgebreide portfolio van klanten. Een vertegenwoordiger werkt meer op het puur afsluiten van orders. In alle functies zal er dagelijks/wekelijks klantcontact zijn.

## Beloning
De beloning van accountmanagers hangt voor een groot deel (soms meer dan de helft) af van hun resultaat. De bonus is erg belangrijk.

## Andere termen
- klantenmanager
- cliëntmanager
- klantbeheerder
- relatiemanager
- relatiebeheerder